# Левитту, Кароль
Кароль Левитту (пол. Karol Levittoux, 1820, близ Кольно, Царство Польское — 7 июля 1841, Варшава) — польский студент, борец за независимость Польши.

## Биография
Сын французского сержанта наполеоновской армии, осевшего в Польше в 1813 году. Образование получил у пиаристов, затем поступил на педагогические курсы в Варшаве.
В 1839 году основал в Лукуве нелегальный «Патриотический союз», деятельность которого заключалась в работе по самообразованию и агитации, ставшего частью «Ассоциации польского народа». По его инициативе, была создана подобная организация в Хелме. Всего участниками заговора были около 200 человек.
Вскоре нелегальные заговорщицкие организации были обнаружены царскими властями.
Принимавшие участие в заговоре были обвинены в попытке подготовки к началу вооруженного восстания, создании республиканского правительства, стремлении к отмене крепостного права и всеобщих избирательных прав для крестьян. Заговор был обнаружен в результате показаний, данных учителем начальной школе Лукува.
После ареста в 1841 году провёл несколько месяцев в варшавской Цитадели.
После неудавшейся попытки побега к нему было применено насилие. Он получил 2000 ударов палкой, ежедневно по 400 ударов, ему не давали спать. Узник всё выдержал и не выдал своих товарищей. В связи с обручением цесаревича Александра Николаевича все задержанные, за исключением Левитту, были освобождены.
Ослабевший после допросов и применённого насилия Левитту, боясь выдать товарищей, поджёг матрац и погиб в огне, совершив самоубийство.
Впоследствии стал символом непоколебимого мужества и жертвенности для своей страны.